# 웰컴 투 나이트베일

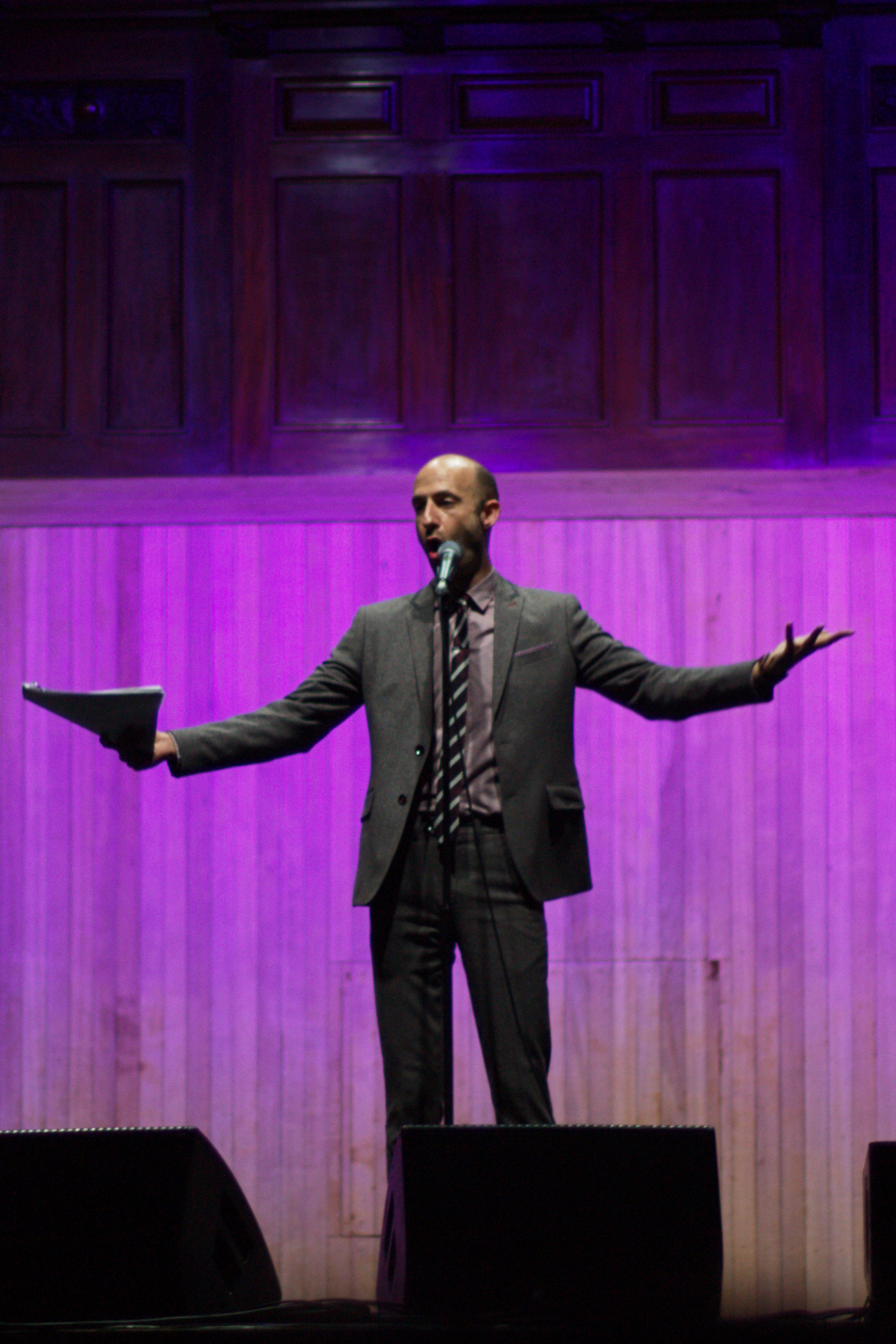

《웰컴 투 나이트베일》(영어: Welcome to Night Vale)은 2012년부터 연재되고 있는 괴기물 창작 팟캐스트다. "세실 거슈인 팔머"(세실 볼드윈이 성우연기)라는 주인공 겸 서술자가 "나이트베일"이라는 동네의 라디오 지방방송으로 내보내는 내용이라는 컨셉이다.
한 편에 20-30분 정도이며, 2019년 현재 8기까지 나왔다.

## 같이 보기
- 스카포크
- SCP 재단